# Señorita (Justin Timberlake)
"Señorita" is een single van de Amerikaanse popzanger Justin Timberlake. Het is de vierde single van zijn debuutalbum Justified en is uitgebracht in 2003. De single is geproduceerd door The Neptunes (Pharrell Williams en Chad Hugo).

## Achtergrond
Het nummer piekte op de 27e plek in de Billboard Hot 100. In Australië en Nieuw-Zeeland haalde het nummer een plek binnen de top 10.
De bijhorende videoclip is opgenomen in juli 2003 in een club in Los Angeles. Pharrell is ook te zien in de videoclip van deze single. De videoclip was genomineerd voor een MTV Video Music Award in 2004.

## Tracklijst
| Nr. | Titel                                | Duur |
| --- | ------------------------------------ | ---- |
| 1.  | Señorita (albumversie)               | 4:54 |
| 2.  | Señorita (instrumentale versie)      | 4:54 |
| 3.  | Señorita (Eddie's extended club mix) | 6:27 |
| 4.  | Rock Your Body (Vasquez club anthem) | 9:15 |
| 5.  | Señorita (videoclip)                 | 4:33 |

| Nr. | Titel                                   | Duur |
| --- | --------------------------------------- | ---- |
| 1.  | Señorita (radio edit short intro)       | 4:16 |
| 2.  | Señorita (Eddie's Crossover rhythm mix) | 4:18 |
| 3.  | Señorita (Eddie's extended dance mix)   | 6:27 |
| 4.  | Señorita (Dr Octavo 2-Step mix)         | 3:50 |

## Hitnoteringen

### Nederlandse Top 40
| Hitnotering: 03-10-2015 t/m 30-01-2016 | Hitnotering: 03-10-2015 t/m 30-01-2016 | Hitnotering: 03-10-2015 t/m 30-01-2016 | Hitnotering: 03-10-2015 t/m 30-01-2016 | Hitnotering: 03-10-2015 t/m 30-01-2016 | Hitnotering: 03-10-2015 t/m 30-01-2016 | Hitnotering: 03-10-2015 t/m 30-01-2016 | Hitnotering: 03-10-2015 t/m 30-01-2016 | Hitnotering: 03-10-2015 t/m 30-01-2016 | Hitnotering: 03-10-2015 t/m 30-01-2016 |
| Week:                                  | 1                                      | 2                                      | 3                                      | 4                                      | 5                                      | 6                                      | 7                                      | 8                                      |                                        |
| -------------------------------------- | -------------------------------------- | -------------------------------------- | -------------------------------------- | -------------------------------------- | -------------------------------------- | -------------------------------------- | -------------------------------------- | -------------------------------------- | -------------------------------------- |
| Positie:                               | 36                                     | 14                                     | 13                                     | 8                                      | 8                                      | 13                                     | 28                                     | 40                                     | uit                                    |

### NederlandseSingle Top 100
| Hitnotering: 30-08-2003 t/m 18-10-2003 | Hitnotering: 30-08-2003 t/m 18-10-2003 | Hitnotering: 30-08-2003 t/m 18-10-2003 | Hitnotering: 30-08-2003 t/m 18-10-2003 | Hitnotering: 30-08-2003 t/m 18-10-2003 | Hitnotering: 30-08-2003 t/m 18-10-2003 | Hitnotering: 30-08-2003 t/m 18-10-2003 | Hitnotering: 30-08-2003 t/m 18-10-2003 | Hitnotering: 30-08-2003 t/m 18-10-2003 | Hitnotering: 30-08-2003 t/m 18-10-2003 |
| Week:                                  | 1                                      | 2                                      | 3                                      | 4                                      | 5                                      | 6                                      | 7                                      | 8                                      |                                        |
| -------------------------------------- | -------------------------------------- | -------------------------------------- | -------------------------------------- | -------------------------------------- | -------------------------------------- | -------------------------------------- | -------------------------------------- | -------------------------------------- | -------------------------------------- |
| Positie:                               | 55                                     | 26                                     | 29                                     | 37                                     | 49                                     | 60                                     | 63                                     | 82                                     | uit                                    |